# Latreutes porcinus
Latreutes porcinus is een garnalensoort uit de familie van de Hippolytidae. De wetenschappelijke naam van de soort is voor het eerst geldig gepubliceerd in 1916 door Kemp.